# Station Bizory
Station Bizory is een voormalige halte langs spoorlijn 163 (Libramont – Bastenaken – Gouvy) in het Belgisch-Luxemburgse Bastenaken aan de weg van Bizory naar Foy.
Het station werd geopend 18 januari 1888, met nummer 737. Het is gelegen tussen station Bastenaken-Noord (op 3,7 km) en station Bourcy (op 5,4 km). Het station werd beheerd vanuit Bastenaken-Zuid. "Voie et Travaux" verkocht de kaartjes.
Bij de overgang ligt het 101st Easy Company-Battle of the Bulge Memorial. De halte is nu een boerderij.
0,0: Libramont ·
3,5: Ourt ·
6,6: Bernimont ·
10,5: Wideumont ·
15,7: Rosières ·
18,9: Morhet ·
22,2: Sibret ·
24,2: Villeroux ·
28,7: Bastenaken-Zuid ·
29,8: Bastenaken-Noord ·
33,4: Bizory ·
38,9: Bourcy ·
44,6: Tavigny ·
52,5: Limerlé ·
58,9: Gouvy ·
66,4: Beho ·
69,0: Maldange ·
71,4: Weisten ·
74,2: Crombach ·
79,0: Sankt Vith